# Axgöl (Hallingebergs socken, Småland)
Axgöl är en sjö i Västerviks kommun i Småland och ingår i Botorpsströmmens huvudavrinningsområde.